# Televisió electromecànica

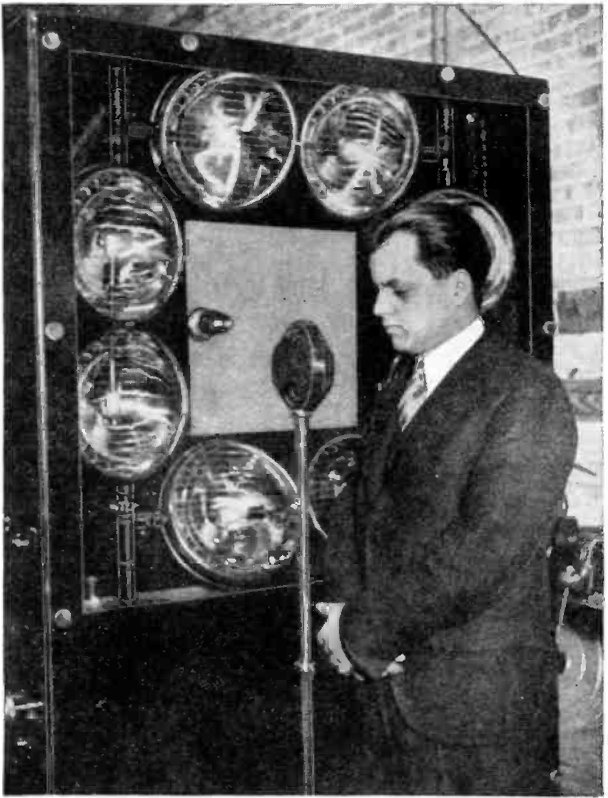
Escànner de punt lluminós, un sistema d'enregistrament mecànic. 1931.

La televisió electromecànica  va ser un sistema de televisió basat en l'ús d'elements mecànics i elèctrics, i no en l'iconoscopi, tub d'imatge electrònic, o un altre element de representació.
Va ser dissenyat cap 1922 per l'escocès John Logie Baird; l'inventor nord-americà Charles Jenkins treballava cap 1923, independentment, sobre la mateixa idea arribant a emetre públicament (el juny de 1925) les primeres imatges en moviment.

## Descripció i usabilitat
Es basa en l'ús d'un disc de Nipkow com a  element explorador d'imatge , element que serà utilitzat de nou (en sincronisme amb l'element explorador) en el receptor.
El sistema és en realitat molt senzill: un disc de Nipkow giratori rep la imatge d'una lent, pel focus d'aquesta passen els diferents forats que han estat realitzats, en espiral, en el disc: cada un dels diferents forats formaran, amb el seu gir, un  arc d'exploració  (o  línia , en el llenguatge modern) el qual cau damunt d'una cèl·lula de seleni. Segons la intensitat (o  brillantor ) de cadascuna de les parts de la imatge aquesta cèl·lula emet més o menys quantitat de corrent, la qual serà remesa (per cable o radioones) a un receptor.
El sistema de recepció (o  receptor  de televisió, en el llenguatge modern) és similar: un disc perforat en espiral gira davant d'un llum de neó en sincronisme amb el senyal rebut; segons sigui més o menys la intensitat del senyal la bombeta brillarà amb diferent intensitat de brillantor. El disc, en girar, crea  línies  d'imatge les quals, per persistència retinal, forma la imatge en moviment. El receptor compte, a més, amb un reòstat la missió és fer que el disc giri a major o menor velocitat: amb això s'aconsegueix que la imatge es formi en perfecta sincronia amb l'emissor evitant el parpelleig d'aquesta.
Conté limitacions en la mida del disc explorador (alguns models van arribar a mesurar 50 cm de diàmetre), en el nombre d'orificis perforats en espiral, en la difracció de la llum en els orificis i en la qualitat de la imatge (brillantor i parpelleig) van impedir passar de les 450 línies de resolució: compareu amb les 525 línies del sistema NTSC o les 625 línies del PAL.
La televisió electrònica, recolzada en el tub d'imatge (iconocoscpi) finalment va guanyar la batalla, imposant-se sobre la televisió electromecànica, superant-la i relegant-la a l'oblit. Encara Baird va millorar successivament el seu invent augmentant el nombre de línies, el refresc, incorporant fins i tot el color a les imatges o l'efecte tridimensional (que mai es va arribar a comercialitzar). El públic s'havia acostumat a la televisió electrònica (encara en blanc i negre) i va oblidar aviat aquest invent i el seu inventor.

## Història
Aquest sistema de televisió va ser posat a punt a partir de les primeres experiències de Baird el 1924. En els seus orígens tenia un escombrat de 30 línies i un refresc de 12 imatges per segon. El 1926, el seu encara rudimentari equip mostrava 50 línies d'imatge amb un refresc una mica més gran, el que no impedia que la imatge fos encara parpellejant.
El setembre de 1929 aconseguí inaugurar, en els locals de la BBC, les primeres emissions regulars de televisió per a un públic encara reduït, però que en menys d'un any arriba a l'enorme suma de 3.000 receptors.
Les successives millores de Baird, les notes de premsa i els esquemes que va publicar, van permetre que en el període 1930-1935 en els Estats Units es comencessin a comercialitzar kits, molt a l'estil nord-americà, per a la fabricació casolana de receptors de televisió. Tot i que aquests equips eren primitius, permetien rebre imatges amb una qualitat d'entre 30 i 60 línies per imatge. El cost d'aquests sets estava entre els 25 dòlars (peces soltes, per a muntar) i els 35 dòlars en els equips completament acoblats.
A partir de 1933 Alemanya comença a experimentar amb els seus propis mètodes, encara que sense apartar-se del model original de Baird: el dia 18 d'abril de 1934 l'estació experimental Paul Nipkow inicia les emissions, interrompudes esporàdicament per la guerra, fins que finalment deixa de sortir a l'aire el 1944. És a partir de 1935 quan la programació ja és regular, amb un estricte horari i una programació específica.
El 1936 Baird va instal·lar un sistema de televisió electromecànica a Berlín, per al govern de Hitler. No obstant això, el març d'aquest mateix any, el científic alemany Manfred vor Ardenne va presentar a la revista  Proceedings of the Institute of Radio Engineers  un sistema de televisió electrònica, la qual arribaria a desbancar el sistema de Baird malgrat l'enorme reconeixement que li va donar la inauguració dels XI Jocs Olímpics celebrats a Berlín l'agost de 1936 i inaugurats, amb gran pompa i publicitat, pels principals jerarques del Partit Nazi.
El 1936 el Partit Nazi s'encarrega que els Jocs Olímpics passen a la història, no només pel to polític amb què el van organitzar sinó emprant la televisió com a mitjà de comunicació de masses: l'efecte estableixen uns locals en els quals grans pantalles de televisió (algunes d'elles, modernes per a l'època, estaven dotades de desenes de milers de llums de sodi) permeten veure un centenar de persones les retransmissions esportives (es calcula que, en total, van assistir unes 150.000 persones a aquest tipus de locals).
El desenvolupament de totes les tipologies de televisió electrònica (incloent dissectors d'imatge i altres tubs de raigs catòdics) va marcar l'inici de la fi pels sistemes mecànics com a formes dominants de televisió, ja que els sistemes electrònics van anar desplaçant progressivament a tota mena de forma mecànica.

## Gravació
Durant els dies de les transmissions comercials de televisió mecànica, es va desenvolupar un sistema de gravació d'imatges (però no so), utilitzant un gravador de Gramòfon modificat. Comercialitzat com a "Phonovision", aquest sistema, que no va ser mai perfeccionat, tenia un funcionament molt complicat i un preu elevat, però tot i així va aconseguir preservar una sèrie d'imatges de difusió primerenca, que d'un altre manera s'haurien perdut.
L'enginyer informàtic escocès Donald F. McLean va reconstruir minuciosament la tecnologia per a la reproducció analògica requerida per visualitzar aquestes gravacions. Va donar conferències i presentacions sobre la seva col·lecció de gravacions de televisió mecànica fetes entre 1925 i 1933.
Entre els discos de la col·lecció del Dr. McLean, trobem una sèrie d'enregistraments fets pel pioner de la televisió John Logie Baird. Un disc, marcat amb el títol de "Miss Pounsford" i datat del 28 de març de 1928, va mostrar diversos minuts de la cara d'una dona en la qual sembla una conversa molt animada. El 1933, la dona va ser identificada pels seus familiars com a Mabel Pounsford, i la seva breu aparença al disc és una de les gravacions de vídeo on apareixen humans més antigues a la televisió.

## Aspectes tècnics

### Escànners de punt lluminós (Flying spot scanners)
Els escànners de punt lluminós eren el mètode més comú per crear senyal de vídeo. Aquest va néixer a arran de la necessitat de trobar un remei a la baixa sensibilitat que tenien les cèl·lules fotoelèctriques. En comptes d'una càmera televisiva que enregistrés fotografies, un escànner de punt lluminós projectava un punt de llum brillant que enregistrava l'escena a través d'un rastreig que es duia a terme en un estudi obscur. La llum que rebotava en els elements amb què l'escànner topava era absorbida per bancs de cèl·lules fotoelèctriques i s'amplificava per tal d'esdevenir un senyal de vídeo.
Quant als aspectes formals de l'escànner, el feix de llum es projectava gràcies a una làmpada d'arc que emetia llum a través de forats que giraven en un disc de Nipkow. Cada un d'aquests orificis duia a terme una "línia d'escaneig" de la imatge. Un sol fotograma de la imatge estava normalment format per 24,48 o 60 línies d'escaneig. L'escena solia escanejar-se 15 o 20 vegades per segon, produint 15 o 20 fotogrames per segon. Els diferents nivells de llum es calculaven segons la quantitat de llum que rebotava la superfície, convertint-se en un senyal elèctric variable que emmagatzemaven les cèl·lules fotoelèctriques. Per tal d'aconseguir una sensibilitat lumínica adequada, en comptes d'una sola cèl·lula, se'n feien servir diverses. Igual que la mateixa televisió electromecànica, els escànners de punt lluminós neixen de la fototelegrafia a principis del segle XIX.
La BBC utilitzà aquest mètode fins a l'any 1935 i Alemanya fins a l'any 1938, tot i que no suposà de cap manera la decadència de l'ús d'aquest tipus d'enregistrament, ja que es va seguir desenvolupant en busca de noves tecnologies. De fet, l'inventor alemany Mandred von Ardenne va dissenyar un escànner de punt lluminós amb un tub de raigs catòdics com a font de llum. En la dècada dels cinquanta, Dumont va comercialitzar Vitascan, un escàner d'estudi de color. Avui dia, els escàners gràfics encara utilitzen el mateix mètode. Tanmateix, aquests tipus d'escàners presenten dos desavantatges principals:
- Els actors han d'estar en un escenari d'obscuritat total.
- En cas de fer-ne ús a llum natural no són fidels al que enregistren, és a dir, a la realitat.

L'any 1928, l'enginyer Ray Kell va demostrar que es podia fer ús dels escànners de punt lluminós a l'aire lliure. Tanmateix, per a aconseguir-ho, el raig de llum ha de ser més lluminós que la superfície en que xoca, per tal que es pugui reflectir.
Ray Kell fou l'enginyer que creà una càmera de 24 línies d'enregistrament que va transmetre imatges del governador de Nova York: Ali Smith. En el moment en qüestió Smith acceptava la nominació del partit demòcrata a la presidència. En el moment en què Ali Smith va sortir de la capital a Albània, Ray Kell va ser capaç d'enviar imatges usables a l'estació central de la WGY, cadena en la qual treballava.
Lamentablement per Kell, el seu escànner tenia una font de 1 kW de potència, de manera que els reflectors projectaren molta més llum de la necessària sobre Ali Smith. Aquests reflexos sobrecarregaren les cèl·lules fins al punt que la part escanejada de la imatge era gairebé tant brillant com la no escanejada.
Aquest afecte fou molt semblant a al sobre-exposició en una càmera convencional: la escena desapareix i la càmera enregistra un fotograma pla i brillant. Tanmateix, si una càmera convencional es fa servir en condicions favorables la imatge surt correctament. De la mateixa manera, Kell demostrà que en condicions a l'aire lliure favorables, el seu escànner funcionava correctament.

### Vídeos de més qualitat
Pocs sistemes mecànics de televisió eren capaços d'enregistrar imatges tant àmplies comparades amb la qualitat que oferia la televisió de tub de raigs catòdics. Tanmateix, en els seus inicis aquesta tecnologia estava limitada a pantalles petites i poc brillants.
Possiblement el millor sistema mecànic televisiu es produí a la dècada dels anys trenta, utilitzant el sistema Scophony, el qual podia produir imatges de més de 400 línies i les podia projectar a pantalles de fins a 2,8 x 3,7 m.
Aquest sistema feia servir múltiples cilindres que rotaven a alta velocitat per enregistrar les imatges. En aquells temps, aquesta tecnologia va establir el seu estàndard a Amèrica a un conjunt de 441 línies que s'aconseguien fent rotar un petit cilindre a 39.690 rpm.

### Relació d'aspecte i orientació de la imatge
Alguns sistemes d'enregistrament mecànic escanejaven línies en orientació vertical en comptes d'horitzontalment, tal com ho fan les televisions actualment. Un exemple d'aquest mètode fou el sistema de 30 línies Baird, que donava peu a la creació d'un vídeo en un rectangle vertical.
Aquesta forma estava relacionada amb el retrat, en comptes de la representació del paisatge a la que recorda el format horitzontal. La orientació, rotació i màscara del disc eren les que determinaven el patró que seguia el feix de llum i, per tant, l'orientació de la posterior fotografia.
Nogensmenys, en els seus inicis els sistema de Baird oferia molt poca resolució. Les imatges podien amb prou feines enregistrar una sola figura clarament. Per aquesta raó, fer-ne ús per dur a terme una imatge d'un retrat vertical tenia més sentit que per a representar paisatges. La relació d'aspecte en què treballava aquest sistema era de 3:7.